# François-Léopold Bresson
Pour les articles homonymes, voir Bresson.
François-Léopold Bresson, né le 8 décembre 1771 à Lamarche (Vosges) et mort le 21 novembre 1848 à Paris, est un avocat, magistrat et homme politique français. 

## Biographie
François-Léopold Bresson naît le 8 décembre 1771 à Lamarche, en Lorraine. Il est le fils d'Antoine-Léopold Bresson, avocat, et de son épouse, Marie Jeanne Marchat. 
Après ses études de droit, il débute d'abord une carrière militaire : il est sous-lieutenant au 1er bataillon de volontaires des Vosges en 1792, devient adjudant-major en 1793 et capitaine en 1794. Il fait toute la campagne du Rhin avant de retourner à la vie civile en 1795. 
Il s'inscrit alors au barreau d’Épinal où il est élu juge au tribunal civil en avril 1797. 
En 1800, il s'installe à Nancy. Avocat, il y acquiert une solide réputation qui lui vaut en 1821 la situation de bâtonnier de l'ordre. 
Il effectue une courte carrière politique en 1815 en étant élu le 10 mai député de la Meurthe à la Chambre des représentants, mandat qu'il exerce jusqu'à la fin de la législature le 13 juillet suivant. 
En 1829, il entre dans la magistrature comme conseiller à la Cour royale de Nancy, et devient président de chambre le 23 juin 1831, procureur général à Metz en 1832, et conseiller à la Cour de cassation le 19 mai 1834.
Le 1er août 1848, il est admis a la retraite comme conseiller à la Cour de cassation et meurt le 21 novembre 1848 à Paris, en son domicile situé dans le 10e arrondissement.
Il est le père de Charles Bresson et de Paul de Bresson.

## Pour approfondir